# Alexander Smith Cochran
Alexander Smith Cochran (* 28. Februar 1874 in Yonkers, Westchester County, New York, USA; † 20. Juni 1929 ebenda) war ein erfolgreicher New Yorker Geschäftsmann, Regattasegler und Philanthrop.

## Biographie
Er wurde 1874 als Sohn von William Francis Cochran und Eva Smith geboren. Sein Großvater war Alexander Smith, Gründer der „Alexander Smith Carpet Company“. Cochran erbte sein Vermögen von seinen Eltern und seinem Onkel mütterlicherseits, Warren B. Smith, der Cochran 1902 den Großteil eines Anwesens mit einem geschätzten Wert von damals 40 Millionen US-Dollar hinterließ. Cochran war der Erbe und Haupteigentümer der „Alexander Smith & Sons Carpet Mills“ in Yonkers, New York. Im Jahr 1929 war die Firma der größte Teppichhersteller der Welt.
Zu Cochrans Besitztümern gehörte auch „Glen Eyrie“ in Colorado Springs im US-Bundesstaat Colorado.

### Studium in Yale
Cochran schloss im Jahr 1896 sein Studium an der Yale University ab. 1911 gründete er mit Hilfe von William Lyon Phelps (1865–1943) den „Elizabethan Club“ der Universität. Cochran kaufte das Clubhaus in der College Street, spendete dem Club eine Stiftung in Höhe von 100.000 US-Dollar und stiftete eine umfangreiche Sammlung seltener elisabethanischer und jakobinischer Bücher. Dazu gehören die vier Blätter von William Shakespeare, die 40 Quartos, die aus der „Huth-Sammlung“ erworben wurden, das schönste der vier bekannten Exemplare von Venus und Adonis und das einzigartige Exemplar von The Quenes Maiesties Passage beschreibt die ersten Fortschritte von Königin Elizabeth I. am Tag vor ihrer Krönung. Cochran, der den Kontakt zum Club pflegte, glich gelegentlich Fehlbeträge bei den Betriebskosten aus, um die Einführung eines Mitgliedsbeitrags zu verhindern. Die Sterling Memorial Library in Yale hat Papiere und anderes Material ausgestellt, das Cochrans Philanthropie hervorhebt. Die Bücher seien eher an Yale-Studenten als an die Yale University verschenkt worden, soll er im Hinblick auf die Gründung und Schenkungen an den „Elizabethan Club“ gesagt haben.

## Cochrans historische Sammlungen
Cochran wurde inspiriert, seltene Erstausgaben von William Lyon Phelps zu sammeln. Cochran stiftete 1913 eine Stiftung und seine Sammlung illuminierter Manuskripte persischer Poesie der Abteilung für Islamische Kunst dem Metropolitan Museum of Art.
Im Jahr 1907 begleitete er seinen Freund, den Gelehrten Abraham Valentine Williams Jackson, nach Persien. Dies könnte Cochrans Sammlung inspiriert haben. Jackson veröffentlichte 1913 einen wissenschaftlichen Katalog zu diesen Werken.

## Cochran als Regattasegler
Cochran war Mitglied des New York Yacht Club (NYYC). Zunächst kein allzu begeisterter Segler, besaß und segelte er den Rennkutter Avenger mit Charlie Barr (1864–1911) als Skipper. Sie hatten gemeinsam viele Rennen gesegelt und im Jahr 1909 den „Astor Cup“ gewonnen, der vor Newport (Rhode Island) jährlich vom NYYC ausgesegelt wird.

### Gaffelschoner Westward

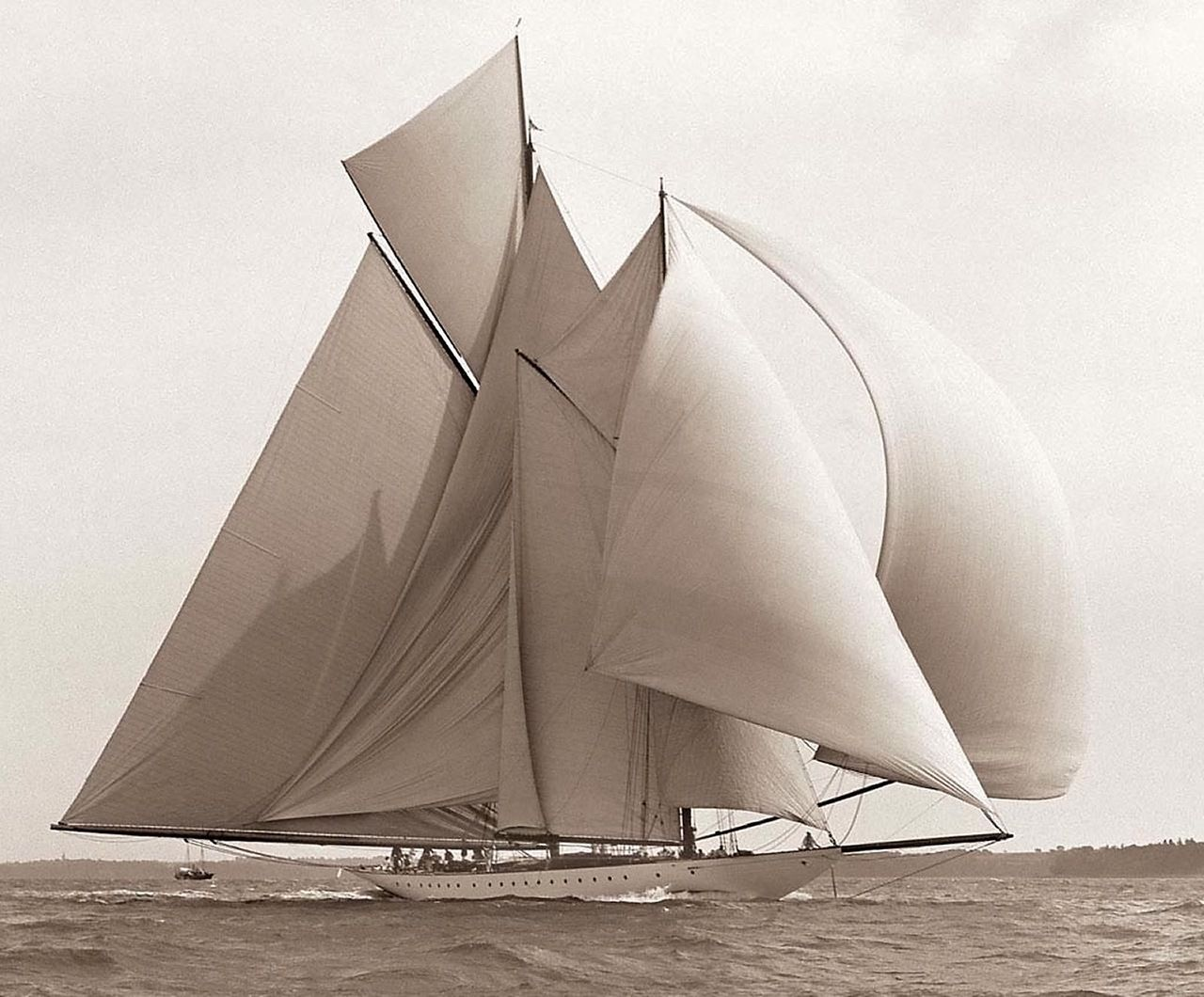
Westward unter Vollzeug vor dem Wind, 1910

Cochran beschloss daraufhin, einen Gaffelschoner zu bauen, der den Atlantik überqueren sollte und in Europa mit den dortigen Yachten Regatten segeln sollte und gut konkurrieren konnte. Er beauftragte im Herbst 1909 den Yachtkonstrukteur und Werftbesitzer Nathanael Herreshoff mit dem Entwurf und Bau der 135 Fuß LüA (41,10 m) langen Yacht Westward. Sie lief am lief am 31. März 1910 bei der Werft „Herreshoff Manufacturing Co.“ in Bristol (Rhode Island) vom Stapel. Die Westward war ein Stahlschoner mit einer Wasserlinie von 96 Fuß und das größte Segelboot, das die Herreshoff-Werft zu dieser Zeit gebaut hatte.
Im April 1910 segelte sie unter dem Kommando von Kapitän Charlie Barr in vierzehn Tagen vom „Brenton Reef“ bei Newport (Rhode Island) über den Nordatlantik nach Southampton. Die Saison war ein überwältigender Erfolg. Bei den Regatten in Europa konnte sie eine höhere Geschwindigkeit nach Luv segeln als jeder andere teilnehmende Schoner und eine höhere Segelfläche tragen. Westward gewann schließlich jedes Rennen in deutschen Gewässern, bei dem sie startete, und acht von neun in England.
Kapitän Barr verstarb am 24. Januar 1911 in Southampton beim Frühstück überraschend mit 46 Jahren an einem Herzinfarkt. Eigner Cochran war untröstlich über den Verlust seines Freundes Barr. Er bot Westward spontan über den Makler „Summers & Payne“ in Southampton für 100.000 US-Dollar (20.000 Pfund Sterling) zum Kauf an. Cochran verkaufte die Yacht schließlich für 100.000 US-Dollar an den Hamburgischen Verein Seefahrt (HVS) nach Deutschland, dessen Vorsitzender Albert Ballin (1857–1918) war, der Direktor der Hamburg-America Line.

### America’s Cup
Er besaß bereits einen 230 Fuß großen 3-Mast-Schoner Sett Call, den der Yachtkonstrukteur William Gardner für ihn entworfen hatte und den er für Kreuzfahrten nutzte. Cochran beschloss, mit einer Verteidiger-Yacht (englisch defender) am America’s Cup teilzunehmen, und beauftragte Gardner, für ihn eine America’s Cup Yacht zu entwerfen. Das Ergebnis war Vanitie, eine Yacht aus Stahl und Bronze. Beide Yachten, sowohl Vanitie als auch Sett Call, wurden von der „George Lawley & Son Corporation“ aus Neponset in Massachusetts gebaut. Der Plan war, Vanitie im Jahr 1914 zum 13. America’s Cup als Verteidiger gegen die Yacht Schamrock IV von Sir Thomas Lipton einzusetzen. Vanitie verlor in den Ausscheidungswettfahrten der Verteidiger-Yachten gegen die Resolute. Zum geplanten 13. America’s Cup kam es aber nicht, denn als Schamrock IV die Nachricht vom Ausbruch des Ersten Weltkrieges in Bermuda erreichte, segelte sie nach New York und wurde dort bis zum 13. America’s Cup 1920 aufgelegt.
Vanitie konnte es aber 1920 erneut versuchen, da die Verteidigung des Pokals während des Ersten Weltkrieges verschoben wurde. In den Ausscheidungsregatten zur Verteidigung des America’s Cup von 1920 war sie nicht erfolgreich. Vanitie verlor 7 zu 4 in der letzten Auswahlserie.

## Privatleben
Cochran wurde durch die Berichterstattung in der Presse als „reichster Junggeselle in New York“ bekannt. Er lernte im Jahr 1919 die polnisch-US-amerikanische Gesellschaftsdame, Schauspielerin und Sängerin Ganna Walska (1887–1984) kennen, heiratete sie in Paris und lebte kurze Zeit mit ihr in seinem Haus in Murray Hill (Manhattan). Ein Jahr später 1920 wurde das Scheidungsverfahren eingeleitet. Das Verfahren wurde mit einem Vergleich in Höhe von drei Millionen US-Dollar abgeschlossen, was im Jahr 1920 eine beträchtliche Summe war.
Cochran starb 1929 im Alter von 55 Jahren an Lungentuberkulose und wurde auf dem Friedhof Oakland Cemetery in Yonkers, Westchester County, New York bestattet.